# Heidemarie Reineck
Heidemarie 'Heidi' Reineck, née le 15 février 1952 à Berlin (Allemagne de l'Ouest), est une ancienne nageuse ouest-allemande spécialiste de la nage libre. Elle détient trois médailles de bronze olympique, une médaille de bronze mondiale et une européenne.

## Carrière
Aux Jeux olympiques d'été de 1968, elle participe au 100 m et au 200 m nage libre mais ne dépasse pas le stade des séries. Elle est également membre du relais du 4 × 100 nage libre qui termine 12e et du relais du 4 × 100 m 4 nages qui remporte la médaille de bronze. Quatre ans plus tard, aux Jeux de 1972 à Munich, elle rafle deux médailles de bronze avec le 4 × 100 nage libre et le 4 × 100 m 4 nages. Cette année-là, elle termine également 5e du 100 m nage libre.
En 1970, elle remporte le bronze sur le 4 × 100 m 4 nages aux Europe 1970 puis sur le 4 × 100 nage libre aux Mondiaux 1973.

## Palmarès
| Date | Compétition           | Lieu      | Place | Course               |
| ---- | --------------------- | --------- | ----- | -------------------- |
| 1968 | Jeux olympiques       | Mexico    | 12e   | 4 × 100 m nage libre |
| 1968 | Jeux olympiques       | Mexico    | 3e    | 4 × 100 m 4 nages    |
| 1970 | Championnats d'Europe | Barcelone | 3e    | 4 × 100 m 4 nages    |
| 1972 | Jeux olympiques       | Munich    | 3e    | 4 × 100 m nage libre |
| 1972 | Jeux olympiques       | Munich    | 3e    | 4 × 100 4 nages      |
| 1972 | Jeux olympiques       | Munich    | 5e    | 100 m nage libre     |
| 1973 | Championnats du monde | Belgrade  | 3e    | 4 × 100 m nage libre |
| 1973 | Universiade           | Moscou    | 3e    | 100 m nage libre     |